# Santiago Black Ravens
Santiago Black Ravens es el equipo de fútbol americano de Santiago de Compostela y de su comarca. Compitió en la Liga Nacional de Fútbol Americano. Actualmente juega en la liga asturiana de flag football y la liga portuguesa de flag football

## Historia
El club se fundó en 2012 por un grupo de exjugadores del desaparecido equipo  Galicia Black Towers que había competido en la Liga Portuguesa de Fútbol Americano. 
Los Santiago Black Ravens compitieron en la Liga Portuguesa de Fútbol Americano en las temporadas 2013 y 2014, en la Liga Gallega de Fútbol Americano entre los años 2012 y 2017, de la que es cuatro veces campeón.